# NGC 6757
NGC 6757 (również PGC 62752 lub UGC 11401) – galaktyka spiralna z poprzeczką (SB0-a), znajdująca się w gwiazdozbiorze Smoka. Odkrył ją Lewis A. Swift 15 sierpnia 1884 roku.